# Cathédrale Saint-Pierre-et-Saint-Paul de Klagenfurt
La cathédrale Saint-Pierre-et-Saint-Paul de Klagenfurt est une cathédrale catholique, siège du diocèse de Gurk-Klagenfurt.

## Description
Sa construction débute en 1581. La ville étant à ce moment acquise à la Réforme, il ne s’agit alors pas d’une cathédrale catholique, mais d’une église protestante. Cette église, nommée église de la Trinité, est inaugurée le 28 avril 1591. Toutefois, le 1er juin 1600, l’archiduc Ferdinand II interdit le culte protestant et elle est alors fermée. En 1604 elle est finalement confiée aux Jésuites, qui la consacrent à saint Pierre et saint Paul et construisent un monastère annexe.
À la dissolution de la Compagnie de Jésus en 1773, le monastère est transformé en caserne et l’église conventuelle devient l’église paroissiale de la paroisse Saint-Égide. Trois ans plus tard, en 1787, le siège de l’évêché de Gurk est déplacé à Klagenfurt et l’église devient ainsi une cathédrale. Celle-ci est endommagée en 1809 par les troupes de Napoléon qui la transforme en entrepôt. Bombardée pendant la Seconde Guerre mondiale, elle subit d’importants dégâts dont la réparation ne s’achève que dans les années 1970. L’ancien monastère des Jésuites, trop endommagé, est toutefois démoli dans les années 1960, ce qui impose de modifier la façade occidentale.